# Chrysotus ringdahli
Chrysotus ringdahli är en tvåvingeart som beskrevs av Octave Parent 1929. Chrysotus ringdahli ingår i släktet Chrysotus och familjen styltflugor. Arten är reproducerande i Sverige. Inga underarter finns listade i Catalogue of Life.